# Снісар Олександр Миколайович
Снісар Олександр Миколайович (нар. 21 серпня 1982 року) — громадський діяч, правозахисник, адвокат, журналіст, керівник Інформаційного агентства громадської організації «Антикорупційна правозахисна рада».
Відомий в місті Дніпрі та Дніпропетровській області громадський діяч, який займається боротьбою з корупцією, досліджує та висвітлює проблематику розкрадання бюджету.

## Життєпис
Народився в місті Дніпропетровськ. 
Закінчив Національний гірничий університет (ТУ «Дніпровська політехніка»), отримав у 2010 році диплом із відзнакою. 
З 2002 року по 2010 був приватним підприємцем.
Протягом багатьох років обіймав посаду керівника юридичного відділу в різних підприємствах. 
Обіймав посаду заступника голови комісії Дніпропетровської міської ради з вивчення діяльності міської ради VI скликання (2014–2015). У цей же період був членом комісії виконавчого комітету Дніпропетровської міської ради з питань профілактики проявів корупції в органах місцевого самоврядування м. Дніпропетровська.
Помічник-консультант народного депутата з поширенням дії Закону України «Про державну службу», присвоєно ранг державного службовця (2015-2016).
Член спостережної комісії Дніпропетровської обласної державної адміністрації (2017-2021).
Заступник голови комісії з питань законності і правопорядку при Дніпропетровській ОДА (2017-2020).
З 2018 року – голова Інформаційного агентства громадської організації «Антикорупційна правозахисна рада».
Є громадським діячем міста Дніпро, який активно займається протидією корупції.
У 2020 році на Олександра Снісара було здійснено замах на вбивство. Він опинився в лікарні у важкому стані, але вижив. Причиною нападу стала громадська діяльність Снісара та його розслідування корупції.

## Громадська діяльність
У 2018 році заснував на базі громадської організації, що діє з 2011 року, Інформаційне агентство «Антикорупційна правозахисна рада». Воно здійснює громадський контроль, займається протидією корупції, журналістськими розслідуваннями розкрадання бюджетних коштів, майна, гучних судових справ, рейдерства тощо.
Завдання, які були поставлені перед організацією, визначили напрями її діяльності: юридичний, журналістський та науково-методичний.
Олександр Снісар очолює комнду юристів, які збирають документи, що стосуються правопорушень посадовців, зловжиння владою. Готують відповідні заяви, звернення, запити. Вони представляють інтереси організації та громадян у правоохоронних, контролюючих державних органах. Займаються моніторингом діяльності судової гілки влади. Займаються юридичним супроводом судових справ. Надають юридичну та правову допомогу громадянам, які стали жертвами корупції та інших порушень прав. Проводять інформаційну та освітню роботу серед населення щодо проблем корупції та шляхів її протидії.
Інформаційне агентство ГО «Антикорупційна правозахисна рада», яке очолює Снісар, має власній інформаційний ресурс, канали в Facebook, Youtube, Telegram. Редакція організації відома гучними матеріалами, серед яких журналістське розслідування про можливу причетність до корупції заступника керівника Офісу Президент України Андрія Смирнова. 
На думку Снісара, наука відіграє важливу роль як інструмент для створення теоретичного та практичного підґрунтя для протидії корупції. Саме тому Інформаційне агентство ГО «Антикорупційна правозахисна рада» тісно співпрацює з вищими навчальними закладами, а сам Снісар приймає активну участь в науково-практичних конференціях, написанні науковий статей. 
Так, він як голова ГО «Антикорупційна правозахисна рада» заключив меморандум про співпрацю з Дніпровським національним університетом ім. Олеся Гончара та Університетом митної справи та фінансів.